# 湯之上隆
湯之上 隆（ゆのがみ たかし、1961年 - ）は、日本の半導体産業と電機産業のコンサルタントおよびジャーナリスト。微細加工研究所のCEO兼所長、メデイアタブレット取締役、京大原子核工学、阪大工、阪大基礎工、東北大工の非常勤講師。静岡県島田市出身。

## 概要
1961年生まれの静岡県出身。1987年に京都大学大学院工学研究科修士課程（原子核工学専攻）を修了後に日立製作所に入社し、長らく半導体の微細化に携わる。日立製作所在籍中に55件の特許を出願し、表彰されたことも何度もあった。
1990年代末から2000年代初頭の半導体不況（1998年には日立も史上初の赤字に）において、日立グループが半導体部門のリストラを進める中、日立とNECのメモリ部門を切り離して合併したエルピーダメモリに志願して出向したが、エルピーダ社内でNECと日立の主導権争いに巻き込まれ、降格された上で日本の国家プロジェクトである半導体先端テクノロジーズ（Selete）に出向することになり、茨城県つくば市まで飛ばされる。Selete出向中の2001年にITバブルが崩壊し、2002年に早期退職勧告を受ける。40歳を過ぎているためなかなか次の職が決まらず、決まった頃には早期退職制度の受付が終了していたため自己都合退職となり、本来なら3000万円以上貰えるはずの退職金が100万円しかもらえなかった。しかも次の職でもすぐにクビになり、無職の元半導体技術者としてハローワークに通うなど、2000年代には苦労した時期もあった。
一方で、2000年代には長岡技術科学大学客員教授や同志社大学フェローなどを務め、大学の社会科学者として日本の半導体産業の凋落の原因を追求し、『日本「半導体」敗戦』（2009年）などの著書を著す。
2010年に微細加工研究所を設立し、コンサルタントとして活動しながら、半導体ジャーナリストとしても活動中。

## 略歴
- 島田市立島田第三小学校、静岡大学教育学部附属島田中学校、静岡県立清水東高等学校理数科卒業[3]。
- 1981年4月、京都大学農学部に入学。
- 1983年4月、京都大学理学部数学科に転学部。
- 1985年3月、京都大学理学部物理学科を卒業。
- 1985年、京大工学部原子核工学科の修士課程に進学。大阪府泉南郡熊取町にある原子炉実験所で超冷中性子を研究テーマに選ぶ。
- 1987年3月、京都大学大学院工学研究科修士課程原子核工学専攻を修了。
- 1987年4月、日立製作所に入社。最初の配属先は東京国分寺市の中央研究所。最初の研究テーマは半導体の微細加工に用いるドライエッチング装置のプラズマダメージの研究。次に荷電粒子を用いない中性粒子によるドライエッチング装置の研究開発を行う。
- 1995年、半導体事業部の武蔵工場に異動。プロセス技術開発部のドライエッチング・グループに所属し、4～16M-DRAMの生産技術と、強誘電体メモリー「FeRAM」の開発に関わる。特にFeRAM用電極材料のプラチナ(Pt)エッチングに成功した。
- 1998年、デバイス開発センタへ異動。プロセス開発部のドライエッチング・グループに所属し、Cu/Low-kデユアルダマシン配線加工技術の開発と、1G-DRAM用微細加工技術の開発に関わった。
- 2000年
  - ?月、日立とNECによるDRAM合弁会社、エルピーダメモリへ、ドライエッチング・グループリーダーとして出向（出向社員800人中、志願者は湯之上ただ一人だった）。
  - 1月、京都大学より、工学博士[4]。
- 2001年、株式会社半導体先端テクノロジーズへ出向。
- 2002年10月、株式会社半導体エネルギー研究所へ転職。特許のギネス記録を持つ山﨑舜平社長と波長が合わず、2003年1月には「明日から来ないでくれ」と言われ、2003年3月に退職。
- 2003年4月 - 2009年3月、長岡技術科学大学の極限エネルギー密度工学研究センターの客員教授に就任。高密度プラズマを用いた新材料の創生に関する工学研究とその修士課程の学生指導に従事。
- 2003年10月 - 2008年3月、同志社大学に新設された技術・企業・国際競争力研究センターの専任フェローに就任。技術者の視点から、半導体産業の社会科学研究に従事。
- 2007年7月 - 9月、「半導体の微細化が止まった世界」の研究のため、世界一周調査旅行。
- 2008年4月 - 9月、株式会社オムニ研究所イノベーション推進本部本部長。
- 2008年末 - 2011年9月、株式会社エフエーサービス半導体事業部技術主幹。
- 2009年
  - 8月、光文社より『日本「半導体」敗戦』を出版。
  - 年末、株式会社メデイアタブレット取締役。
- 2010年7月、微細加工研究所を設立、CEO兼所長（主たる業務はコンサルタント、調査・研究、ジャーナリスト）。
- 2011年
  - 8月、界面ナノ電子化学研究会（通称NICE）の公認アドバイザー。
  - 9月、第三種放射線取扱主任者の国家資格取得。
  - 10月、株式会社エアージャッジを設立、CTO、放射線検出器の開発、販売、製造（ - 2012年7月）。

## 著書
- 『日本「半導体」敗戦 イノベーションのジレンマ なぜ日本の基幹産業は壊滅したのか?』 光文社、2009年、ISBN 9784334934699
- 『「電機・半導体」大崩壊の教訓 電子立国ニッポン、再生への道筋』 日本文芸社、2012年、ISBN 9784537259544
- 『日本型モノづくりの敗北 零戦・半導体・テレビ』（文春新書）、2013年、ISBN 9784166609420
- 『半導体有事 』 （文春新書）、文藝春秋 、2023年、ISBN 9784166613458

### 編著
- 『世界金融恐慌に打ち克つ半導体技術とは? DRAM 1ドル時代の幕開け』編著 電子ジャーナル 2009
- 最新 CMP技術と周辺部材、共著（技術情報協会、2008年）
- Recovering from Success : Innovation and Technology Management in Japan, Co-author (Oxford University Press,2006)

## 連載
【紙媒体】
- 伊勢新聞『半導体漫遊記』
- 月刊 Electronic Journal『Focus』

【電子媒体】
- メールマガジン『内側から見た「半導体村」 今まで書けなかった業界秘話』
- 日本ビジネスプレス『日本半導体・敗戦から復興へ』
- EE Times Japan「湯之上隆のナノフォーカス」
- Business Journal「電機・半導体業界こぼれ話」
- WEDGE Infinity
- 日経テクノロジーonline「電子産業の今と未来を識者が論じるテクノ大喜利」
- 朝日新聞WEBRONZA＋ ＞ 科学・環境 ＞ 湯之上隆